# La Reine étranglée
La Reine étranglée est un roman historique écrit par Maurice Druon et publié en 1955.
Il est le deuxième tome de la série des Rois maudits. Il est précédé par le roman Le Roi de fer ; le tome suivant est Les Poisons de la Couronne.
L'action du roman débute en novembre 1314 et se termine six mois après, en avril 1315.

## Résumé

### Première partie: «Débuts d'un règne»
Dès la mort de Philippe le Bel, Robert d'Artois est envoyé par Charles de Valois et le nouveau roi, Louis X, à la forteresse de Château-Gaillard, où sont incarcérées Marguerite de Navarre et Blanche de Bourgogne depuis le scandale de la tour de Nesle. Sa mission est de faire signer à Marguerite un document par lequel elle avoue son adultère et reconnaît que sa fille, Jeanne, est issue de la liaison adultérine et n'est pas de Louis. En contrepartie de ses « aveux », elle pourrait quitter la sinistre prison et vivre le reste de sa vie dans un couvent. Néanmoins, Marguerite refuse net, pour ne pas nuire à sa fille et en espérant que son incarcération restera provisoire. Robert rentre fort dépité à Paris, où les deux clans du Conseil royal (le clan Marigny, le clan Valois) s'affrontent désormais au grand jour et se déchirent violemment pour la conquête du pouvoir. Il aurait fallu un roi fort pour calmer ce conflit, or Louis X « n’arrivait que précédé d’une réputation de mari trompé et du piteux surnom de Hutin, c’est-à-dire le Querelleur », aisément manipulable par son oncle Valois. Ce dernier propose de donner au roi une nouvelle épouse, Clémence de Hongrie, qui, au demeurant, est aussi sa nièce, et réside à Naples.
Louis X, faible et indécis, ne tranche rien ; la première partie se termine par les tourments psychologiques du roi, qui s'endort dans les bras de son ancienne lingère, Eudeline, qui l'avait jadis dépucelé et dont il a eu une fille cachée.

### Deuxième partie: «Les loups se mangent entre eux»
Charles de Valois lance une attaque cinglante contre Enguerrand de Marigny, qu'il accuse de prévarication et de détournement de fonds publics. Marigny demande au roi qu'une commission d'enquête soit constituée afin de déterminer si ces accusations sont fondées ou non. Louis X accepte la constitution d'une telle commission et décharge provisoirement Marigny de tous pouvoirs sur le Trésor royal.
Marigny en profite pour demander à tous les fonctionnaires royaux de payer immédiatement toutes les dettes du roi, afin de « présenter des comptes nets » (en réalité pour que Charles de Valois ne pille l'argent du Trésor). Il envoie aussi un messager en Angleterre pour avoir le soutien d'Édouard II, et un autre en Avignon afin d'éviter que le conclave ne se réunisse : tant que le roi n'aura pas obtenu l'annulation de son mariage, il aura besoin de Marigny.
Sur ces entrefaites, le chambellan Bouville est envoyé à Naples pour négocier le mariage ; il y sera accompagné de Guccio. Mais Louis est encore marié à Marguerite de Bourgogne, et une annulation du mariage, particulièrement souhaitée, est pour l’instant impossible car il n’y a plus de pape. Pour remédier à cela, Bouville, de retour de Naples, contacte au conclave d'Avignon Jacques Duèze, septuagénaire étonnamment vif, qui, acquis aux intérêts de la Maison d'Anjou, fait partie au sein du conclave du « parti français ». Néanmoins, dans l’ombre, Enguerrand de Marigny s’active pour retarder une élection qui verrait le triomphe de son pire ennemi, Valois.
Marguerite de Navarre, épuisée par l'incarcération, décide finalement d'accepter les conditions posées quelques mois auparavant par Robert d'Artois. Elle lui écrit un courrier dans lequel elle avoue son infidélité et reconnaît la bâtardise de sa fille Jeanne. Quand elle remet le parchemin à Robert Bersumée, capitaine de la garnison, celui-ci ne sait pas à qui remettre le document : à Robert d'Artois ou à Marigny ? Sur les conseils d'un collègue militaire, il contacte son supérieur direct, Alain de Pareilles, qui lui ordonne de rendre compte à Marigny. Ce dernier, une fois en possession de la lettre de Marguerite, la jette dans le feu : il faut empêcher pour l'instant toute annulation du mariage royal.

### Troisième partie: «Le Printemps des crimes»
En ce premier trimestre de 1315, les paysans français font face à une disette épouvantable. Guccio, qui revient d'Italie, se rend à Neauphle-le-Château pour revoir Marie de Cressay. Trouvant tous les membres de la famille en piteux état de santé, il contacte le prévôt Portefruit, dont il avait contrecarré l'action l'année précédente, et lui achète des vivres, qu'il remet à ses employés du comptoir et à la famille de Cressay. Il apprend incidemment, par Portefruit, que de nombreux prévôts spolient les contribuables. Il prévoit aussi le ravitaillement régulier de ses employés et de la famille Cressay.
Pendant ce temps, Louis X est anxieux. Bouville lui a expliqué que Marie de Hongrie, grand-mère de Clémence, n'acceptait le mariage de sa protégée avec lui qu'à la double condition que le mariage ait lieu d'ici l'été et que le roi soit juridiquement « démarié ». Charles de Valois souffle une solution à son neveu : s’il ne peut pas faire annuler le mariage faute de pape, alors c’est l'épouse, Marguerite, qui pourrait mourir. Espérant s’attirer les faveurs du roi et ainsi reconquérir son comté, Robert d’Artois se charge de cette mission délicate : Marguerite est étranglée en avril 1315.
En France, la guerre entre les deux partis redouble d’intensité. Valois exige du roi la tête de Marigny. Pour obtenir gain de cause, Robert d’Artois et Valois inventent de fausses preuves, comme le témoignage du frère de Marigny, qui, en échange de l’effacement de dettes chez le banquier Tolomei, accuse son frère de vol. En tout, quarante-et-un articles d’accusation sont portés contre lui. Des enquêteurs sont dépêchés, mais les comptes de Marigny avaient été déclarés sincères par la commission d’enquête. Valois lance alors contre le puissant ministre une accusation de sorcellerie, qui s’avère bien plus efficace. Marigny subit un procès expéditif, au cours duquel on ne l’autorise pas à prendre la parole pour se défendre. Méditant dans sa prison sur la grandeur et la raison d’être des choses, Marigny conclut qu’il a toujours bien servi, durant seize années, la France et son roi, Philippe le Bel. Enguerrand de Marigny énonce un aphorisme qui, pour lui, résume son sort : « Tout acte injuste, même commis pour une cause juste, porte en soi sa malédiction » (troisième partie, chapitre 6). Le 30 avril 1315, il est pendu au gibet de Montfaucon ; Charles de Valois et le parti féodal triomphent.
Le roman se termine par l'annonce que Bouville et Guccio retournent à Naples pour informer Marie de Hongrie du décès « par épuisement » de Marguerite de Bourgogne et pour préparer le mariage entre Louis X et Clémence.

## Personnages
Voici la liste des personnages, avec leurs titres et statuts au moment de leur première apparition dans le livre :
- Louis X le Hutin, fils ainé de Philippe le Bel, Roi de France et de Navarre
- Marguerite de Bourgogne, femme (et tante) de Louis, Reine de France et de Navarre
- Philippe, frère de Louis X, Comte de Poitiers
- Charles, frère de Louis X
- Blanche de Bourgogne, femme de Charles, cousine de Marguerite
- Charles de Valois, oncle de Louis X, Comte de Valois
- Philippe de Valois, fils de Charles de Valois, cousin de Louis X
- Louis d'Évreux, demi-frère de Charles de Valois, oncle de Louis X, Comte d'Évreux
- Robert d'Artois, Comte de Beaumont-le-Roger
- Lormet le Dolois, Aide de camp de Robert d'Artois
- Enguerrand de Marigny, ministre du Trésor
- Jean de Marigny, évêque de Beauvais et demi-frère cadet d'Enguerrand de Marigny (on notera ici une confusion de personnage car c'est Philippe de Marigny, son frère, qui fut archevêque de Sens, et non Jean)
- Hugues III de Bouville, chambellan
- Marguerite de Bouville, femme de Hugues de Bouville, comte des Barres
- Mahaut d'Artois, Pair de France et Comtesse de Bourgogne
- Béatrice d'Hirson, femme de haut-parage de la comtesse Mahaut d'Artois
- Spinello Tolomei, banquier lombard de Sienne
- Guccio Baglioni, neveu de Tolomei, banquier lombard
- Eliabel de Cressay,
- Pierre et Jean de Cressay, ses fils
- Marie de Cressay, sa fille
- Portefruit, prévôt de Neauphle-le-Vieux
- Alain de Pareilles, capitaine des Archers du Roi
- Robert Bersumée, capitaine du Château-Gaillard
- Marie de Hongrie, Reine consort de Naples, grand-mère de Clémence
- Clémence de Hongrie, petite-fille de Marie de Hongrie
- Jacques Duèze, evêque d'Avignon, prétendant au trône papal
- Francesco Caetani, cardinal italien, neveu du pape Boniface VIII, prétendant au trône papal